# 星影のワルツ
「星影のワルツ」（ほしかげのワルツ）は、1966年3月24日に発売された千昌夫のシングル。

## 解説
アレンジを変更して再録音したものが1968年3月に再発売されている。
当初のA面曲は「君ひとり」であった。1966年発売ながら、1968年に集計が開始されたオリコンチャートの集計では170万枚を超える売上を記録した。
1966年の発売当初は売れ行きは低調であったが、千自身がこの曲を気に入って歌い続け、全国の有線放送に働きかけてヒットへ導いた。1967年頃から各地の有線放送で火がつきはじめた。累計売上は250万枚。
日本国外でも歌われており、まず台湾で「星影的別離」として発売、続いて香港・シンガポール・マレーシアへと広まった。マレーシア出身の演歌歌手荘学忠･劉秋儀によって「星夜的离别」と言うタイトルでカヴァーされている。
「星影のワルツ」の歌詞はミノルフォンレコード第二制作部長が作曲者の遠藤実のところに持ってきた、作詞の同人誌『こけし人形』に収録されていた白鳥園枝の四行詩「辛いな」に歌詞を追加して改題したものである。

## チャート推移
オリコンシングルチャートでは1968年4月29日付で8位に入り初のトップ10入りを記録。6月3日付では1位を獲得。7月8日付にてザ・テンプターズの「エメラルドの伝説」に首位の座を受け渡すが、8月19日付にて1位に返り咲いた。10月7日付まで24週にわたりトップ10に滞在した。

## オリコンを使用した売り込み
千は「星影のワルツ」が有線放送で火がついた頃、当時創刊されたばかりの『総合芸能市場調査（後の「コンフィデンス」）』誌のランキングで自身の名前が記されているところに赤線を引き、それを見せて放送局を回ったという。オリコン創業者の小池聰行は、オリコンをプロモーションに使った最初の歌手だろうとしている。

## 人権問題における誤解
関西の人権団体を中心に、「星影のワルツ」が差別によって泣く泣く引き裂かれた結婚差別を歌ったもの、という間違った認識が定着してしまった。これは、京都府下在住の人物が作詞者に原詩を売却したという話が、人権団体を中心に広まったものである。全国各地の人権研修会で「星影のワルツ｣を題材にした講演会が開催されている。

## 収録曲
1. 星影のワルツ（3分33秒）
作詞：白鳥園枝／作曲・編曲：遠藤実
2. 君ひとり（3分5秒）
作詞・作曲・編曲：遠藤実

## 収録アルバム
ここでは「星影のワルツ」を収録したオムニバスアルバムを年順に列挙する。
- 街かど演歌特選PART・III（1988年7月25日）
- ミノルフォン演歌の祭典（1990年9月25日）
- 遠藤実ベストヒット作品集（1993年10月1日）
- ヒット歌謡スーパーコレクション（1996年5月22日）
- 歌謡大全集1（1999年12月22日）
- 特選歌謡ヒット〜男性編（2001年8月22日）
- 青春歌年鑑 '66 BEST30（2002年11月27日）
- 歌うヘッドライト〜コックピットのあなたへ〜雨にないてる…（2003年1月22日）
- 遠藤実文化功労者顕彰記念アルバム1-歌は人生の友-（2004年2月1日）
- 青春歌年鑑 演歌歌謡編「1960年代ベスト」（2004年11月3日）
- 演歌魂〜富士そば編〜（2006年12月16日）
- 保存盤 昭和の演歌1 昭和38〜41年（2008年10月22日）
- 走れ!歌謡曲〜ノスタルジー〜（2008年11月19日）

## カバー
- 春日八郎 - 「春日八郎演歌百選」に収録。
- 中村美律子 - 「ナツメロ演歌一夜第三集」に収録。
- 細川たかし - 「昭和演歌名曲集 Vol.1」に収録。
- 天童よしみ - 「名曲 日本のこころ 歌心4」に収録。
- ジェロ - 「COVERS6」に収録。
- 福田こうへい - 「谺 蘇る、名曲の数々…」に収録。
- 藤原浩 - 「真情〜遠藤実トリビュート〜」に収録。